# Lista do Patrimônio Mundial no Brasil
A Organização das Nações Unidas para a Educação, a Ciência e a Cultura (UNESCO) propôs um plano de proteção aos bens culturais do mundo, através do Comité sobre a Proteção do Património Mundial Cultural e Natural, aprovado em 1972. Esta é uma lista do Patrimônio Mundial existente no Brasil, especificamente classificada pela UNESCO e elaborada de acordo com dez principais critérios cujos pontos são julgados por especialistas na área. O Brasil, um país de dimensões continentais na América do Sul e que reúne um legado relevante das culturas europeia, africana e pré-colombiana influenciada principalmente pela aglutinação de diversos povos ao longo dos séculos XVIII e XIX, ratificou a convenção em 1 de setembro de 1977, tornando seus locais históricos elegíveis para inclusão na lista.
Integrante da região América Latina e Caribe, o Brasil é o país da região com a segunda maior quantidade de sítios inscritos no Patrimônio Mundial, sendo superado apenas pelo México (que totaliza 31 sítios declarados). A Cidade Histórica de Ouro Preto, que demarca uma região de grande legado cultural e arquitetônico no interior do estado de Minas Gerais, foi o primeiro sítio do país inscrito na Lista do Patrimônio Mundial por ocasião da 4.ª Sessão do Comité do Patrimônio Mundial, realizada em Paris (França) em 1980. Com a inclusão do Parque Nacional dos Lençóis Maranhenses em 2024, o Brasil totaliza 24 sítios declarados pela UNESCO, sendo quinze deles de interesse cultural, oito de interesse natural e um sítio de interesse misto. O Brasil possui ainda um sítio compartilhado com outro país: Missões Jesuíticas Guarani, inscrito em 1983 e partilhado com a Argentina.
Todos os sítios do Brasil na Lista do Patrimônio Mundial da UNESCO estão descritos abaixo, com base nas denominações oficiais da UNESCO, sua localidade, a divisão entre bem cultural e bem natural e um trecho adicional com as informações que a própria UNESCO publicou em seu sítio oficial.

## Bens culturais e naturais
O Brasil conta atualmente com os seguintes lugares declarados como Patrimônio da Humanidade pela UNESCO:
| | Cidade Histórica de Ouro Preto |
| Bem cultural inscrito em 1980. |                                |
| Localização: Minas Gerais |                                |
| Fundada no final do século XVII, a cidade de Ouro Preto foi o ponto de convergência dos mineradores de ouro e o centro da exploração de minas auríferas no Brasil do século XVIII. A cidade declinou com o esgotamento de suas minas a princípios do século XIX, todavia subsistem muitas igrejas, pontes e fontes que testemunham seu passado esplendor e o talento excepcional do escultor barroco Antonio Francisco Lisboa, “Aleijadinho”. (UNESCO/BPI) |                                |

| | Centro Histórico de Olinda |
| Bem cultural inscrito em 1982. |                            |
| Localização: Pernambuco |                            |
| A história desta cidade, fundada pelos portugueses em 1535, está vinculada à indústria da cana de açúcar. Teve que ser reconstruída no século XVII após seu saque pelos holandeses e seu tecido urbano data essencialmente do século XVIII. A arquitetura equilibrada de seus edifícios e jardins, assim como a de seus vinte templos barrocos, conventos e numerosos “passos” (capelas), dá a esta cidade um encanto muito especial. (UNESCO/BPI) |                            |

| | Missões Jesuíticas Guarani: San Ignacio Miní, Santa Ana, Nossa Senhora de Loreto, Santa Maria, a Maior e Ruínas de São Miguel das Missões |
| Bem cultural inscrito em 1983, extensão em 1984. Este bem é compartilhado com a Argentina | |
| Localização: Rio Grande do Sul ( Brasil) / Província de Misiones ( Argentina) | |
| No coração mesmo da selva tropical estão localizadas as ruínas de cinco missões jesuítas: San Miguel das Missões (Brasil), San Ignacio Miní, Santa Ana, Nossa Senhora de Loreto e Santa Maria, a Maior (Argentina). Construídas em território guarani durante os séculos XVII e XVIII, estas missões se caracterizam por seu traçado específico e seu desigual estado de conservação. (UNESCO/BPI) | |

| | Centro Histórico de Salvador |
| Bem cultural inscrito em 1985. |                              |
| Localização: Bahia |                              |
| Primeira capital do Brasil (1549-1763), Salvador tem sido um ponto de confluência de culturas europeias, africanas e ameríndias. Em 1558 se criou nela um dos primeiros mercados de escravos do Brasil e do Novo Mundo, para suprir as plantações de cana de açúcar. A cidade tem conservado numerosos edifícios renascentistas de qualidade excepcional. As casas de cores vivas, magnificamente estucadas a princípio, são características da cidade velha. (UNESCO/BPI) |                              |

| | Santuário de Bom Jesus de Matosinhos |
| Bem cultural inscrito em 1985. |                                      |
| Localização: Minas Gerais |                                      |
| Construído na segunda metade do século XVII, este santuário está situado na cidade de Congonhas, no estado de Minas Gerais. Consta de uma igreja com uma suntuosa decoração interior ao estilo rococó italiano, uma escada ornada com estátuas de profetas e sete capelas de uma via cruzis com grupos escultóricos policromos de Aleijadinho, que são obras primas de uma arte barroca, expressiva e de grande originalidade. (UNESCO/BPI) |                                      |

| | Parque Nacional do Iguaçu |
| Bem natural inscrito em 1986. |                           |
| Localização: Paraná |                           |
| Igual ao parque nacional argentino colindante de mesmo nome, o Parque Nacional do Iguaçu brasileiro permite admirar uma das maiores cascadas e impressionantes do mundo, que tem uma largura de mais de 2.700 metros. O parque abriga numerosas espécies raras de flora e fauna em perigo de extinção como a ariranha e o tamanduá-bandeira. As nuvens de bruma das cascadas propiciam o desenvolvimento de uma vegetação exuberante. (UNESCO/BPI) |                           |

| | Brasília |
| Bem cultural inscrito em 1987. |          |
| Localização: Distrito Federal |          |
| Construída ex nihilo no centro do país entre 1956 e 1960, Brasília é um rito de grande importância na história do urbanismo. O propósito de seus criadores, o urbanista Lúcio Costa e o arquiteto Oscar Niemeyer, foi que tudo refletisse um conceito harmonioso da cidade, desde o traçado dos bairros administrativos e residenciais, comparado a princípio com a silhueta de um pássaro até a simetria das construções. Os edifícios públicos assombram por seu aspecto audaz e inovador. (UNESCO/BPI) |          |

| | Parque Nacional da Serra da Capivara |
| Bem cultural inscrito em 1991. |                                      |
| Localização: Piauí |                                      |
| Os numerosos refúgios escavados nas rochas do parque nacional da Serra de Capivara estão decorados com pinturas rupestres. Algumas delas datam de 25.000 anos atrás e constituem um testemunho excepcional de uma das mais antigas comunidades humanas de América do Sul. (UNESCO/BPI) |                                      |

| | Centro Histórico de São Luís |
| Bem cultural inscrito em 1997. |                              |
| Localização: Maranhão |                              |
| Fundada pelos franceses e ocupada pelos holandeses antes de cair sob a dominação dos portugueses, esta histórica cidade tem conservado seu centro histórico do século XVII, caracterizado pelo traçado retangular de suas ruas. Devido a seu estancamento econômico a princípios do século XX, São Luis tem conservado um grande número de edifícios históricos de qualidade excepcional que fazem dela um exemplo de cidade colonial ibérica única em seu gênero. (UNESCO/BPI) |                              |

| | Centro Histórico de Diamantina |
| Bem cultural inscrito em 1999. |                                |
| Localização: Minas Gerais |                                |
| Diamantina é uma cidade colonial engastada como uma pedra preciosa em um inóspito maciço montanhoso. É um testemunho da aventura dos mineradores de diamantes do século XVIII, assim como do influxo exercido pelas realizações culturais e artísticas do ser humano em seu marco de vida. (UNESCO/BPI) |                                |

| | Reservas de Mata Atlântica do Sudeste |
| Bem natural inscrito em 1999. |                                       |
| Localização: Paraná e São Paulo |                                       |
| Estas reservas estão situadas nos Estados de Paraná e São Paulo e oferecem um dos melhores e mais vastos exemplos do bosque atlântico brasileiro. As 25 zonas protegidas que formam o sítio somam uma superfície de 470.000 hectares e ilustram a riqueza biológica e a evolução dos últimos vestígios do mata atlântica. Desde as montanhas cobertas por tupidos bosques até os pântanos e ilhas costeiras com montanhas e dunas asiladas, o meio natural extremadamente rico deste sitio vem sempre unido a panoramas de uma grande beleza. (UNESCO/BPI) |                                       |

|                                     | Reservas de Mata Atlântica da Costa do Descobrimento |
| Bem natural inscrito em 1999.       |                                                      |
| Localização: Bahia e Espírito Santo |                                                      |
| As reservas da Costa do Descobrimento estão situadas entre os Estados de Bahia e Espírito Santo. São oito zonas protegidas, separadas entre si , que somam 112.000 hectares de mata atlântica e arbustos associados (“restingas”). Os bosques úmidos da costa atlântica do Brasil possuem a biodiversidade mais rica do planeta. O sitio abriga uma ampla gama de espécies endêmicas e ilustra um modelo de evolução de grande interesse para a ciência e a conservação do meio ambiente. (UNESCO/BPI)                                    |                                                      |

| | Parque Nacional do Pantanal Matogrossense |
| Bem natural inscrito em 2000. |                                           |
| Localização: Mato Grosso e Mato Grosso do Sul |                                           |
| A reserva do Pantanal compreende quatro zonas protegidas, com uma superfície total de 187.818 hectares. Situada no extremo sul oriental do Estado de Mato Grosso, esta zona de conservação abarca as cabeceiras dos rios Cuiabá e Paraguai. O sítio representa o 1,3% do pantanal brasileiro, um dos ecossistemas de umidade de água doce mais vastos do mundo. A abundância e a diversidade de sua vegetação e fauna são as características mais espetaculares da reserva. (UNESCO/BPI) |                                           |

| | Complexo de Conservação da Amazônia Central |
| Bem natural inscrito em 2000, ampliada 2003. |                                             |
| Localização: Amazonas |                                             |
| Este sítio de mais de seis milhões de hectares é a zona protegida mais vasta da bacia do Amazonas e uma das regiões do planeta da mais rica biodiversidade. Compõe o Parque Nacional do Jaú, o Parque Nacional de Anavilhanas, a Reserva de Desenvolvimento Sustentável Amanã, área de demonstração da Reserva de Desenvolvimento Sustentável Mamirauá. Oferece uma mostra significativa de ecossistemas de várzea, bosques de igapó, lagos e rios que formam um mosaico aquático onde vive a maior variedade de espécies de peixes elétricos do mundo. Além disso, o sítio abriga outras importantes espécies animais em risco de extinção, por exemplo o arapaima gigante, o manati do Amazonas, o caimán negro e dois tipos de delfins fluviais. (UNESCO/BPI) |                                             |

| | Ilhas atlânticas brasileiras: Reservas de Fernando de Noronha e Atol das Rocas |
| Bem natural inscrito em 2001. |                                                                                |
| Localização: Pernambuco e Rio Grande do Norte |                                                                                |
| Cimas da grande dorsal submarina do Atlântico Sul que emerge frente nas costas do Brasil, o arquipélago de Fernando de Noronha e o Atol das Rocas representam uma grande parte da superfície insular da região. Devido a suas águas ricas em nutrientes, o sítio é de suma importância para a alimentação e reprodução de atuns, tiburones, tartarugas do mar e mamíferos marinhos. Estas ilhas abrigam a maior concentração de aves marinhas tropicais do Atlântico Ocidental. A baía dos Golfinhos é famosa por sua excepcional população de delfins e, durante a maré baixa, o Atol das Rocas oferece uma espetacular paisagem, salpicado de lagunas e poças repletas de peixes. (UNESCO/BPI) |                                                                                |

| | Zonas protegidas do Cerrado: Parques nacionais de Chapada dos Veadeiros e das Emas |
| Bem natural inscrito em 2001. |                                                                                    |
| Localização: Goiás |                                                                                    |
| Estes parques abrigam a flora, fauna e habitats característicos do “cerrado”, um dos ecossistemas tropicais mais antigos e diversificados do mundo. Os dois sítios protegidos tem servido de refúgio durante milênios a numerosas espécies nos períodos de mudança climática e se estima que serão indispensáveis para o mantimento da biodiversidade. (UNESCO/BPI) |                                                                                    |

| | Centro Histórico de Goiás |
| Bem cultural inscrito em 2001. |                           |
| Localização: Goiás |                           |
| Goiás constitui um testemunho da ocupação e colonização do interior de Brasil nos séculos XVIII e XIX. Seu desenho urbano é característico das cidades mineras de desenvolvimento orgânico, adaptadas a seu entorno. Ainda que modesta, a arquitetura de seus edifícios públicos e privados apresentam uma grande harmonia, que é fruto, entre outros fatores, de um emprego coerente de materiais e técnicas locais. (UNESCO/BPI) |                           |

| | Praça de São Francisco |
| Bem cultural inscrito em 2010. |                        |
| Localização: Sergipe |                        |
| A praça de São Francisco na cidade de São Cristovão forma um quadrilátero a céu aberto rodeado de imponentes edifícios, como a igreja e convento de São Francisco, a igreja e a Santa Casa da Misericórdia, o palácio provincial e suas moradias associadas de diferentes períodos históricos. Este conjunto monumental, unindo as casas dos séculos XVIII e XIX que o rodeiam, criam uma paisagem urbana reflexo da história da cidade desde suas origens. O complexo franciscano é um exemplo da arquitetura típica desenvolvida por esta ordem religiosa no nordeste de Brasil. (UNESCO/BPI) |                        |

| | Paisagem cultural do Rio de Janeiro |
| Bem cultural inscrito em 2012. |                                     |
| Localização: Rio de Janeiro |                                     |
| O resultado é a consequência de um estudo minucioso do Iphan em que se avaliou a forma criativa com que o habitante se adaptou aos elementos naturais que inspiraram o desenvolvimento urbano da cidade. A paisagem carioca é a imagem mais explícita do que podemos chamar de civilização brasileira, com sua originalidade, desafios, contradições e possibilidades. A classificação inclui o Parque Nacional da Tijuca, o Jardim Botânico, o Corcovado e as montanhas em torno da Baía de Guanabara. (UNESCO/BPI) |                                     |

| | Conjunto Arquitetônico da Pampulha |
| Bem cultural inscrito em 2016. |                                    |
| Localização: Minas Gerais |                                    |
| O Conjunto Arquitetônico da Pampulha era o centro de um projeto de cidade-jardim visionário criado em 1940 em Belo Horizonte, capital de Minas Gerais. Concebido em torno de um lago artificial, este centro cultural e de lazer inclui um casino, um salão de baile, o Iate Clube e a igreja São Francisco de Assis. Os edifícios foram concebidos pelo arquiteto Oscar Niemeyer, em colaboração com artistas inovadores. (UNESCO/BPI) |                                    |

| | Cais do Valongo e da Imperatriz |
| Bem cultural inscrito em 2017. |                                 |
| Localização: Rio de Janeiro |                                 |
| O Sítio Arqueológico Cais do Valongo está localizado no centro do Rio de Janeiro e abrange toda a Praça do Jornal do Comércio. É na antiga zona portuária do Rio de Janeiro que foi construído o antigo cais de pedra para o desembarque dos africanos escravizados que chegavam ao continente sul-americano a partir de 1811. Estima-se que 900 mil africanos chegaram à América do Sul via Valongo. (UNESCO/BPI) |                                 |

| | Paraty e Ilha Grande – Cultura e Biodiversidade |
| Bem cultural e natural (misto) inscrito em 2019. |                                                 |
| Localização: Rio de Janeiro |                                                 |
| Localizada entre a serra da Bocaina e o Oceano Atlântico, essa paisagem cultural inclui o Centro Histórico de Paraty, uma das cidades costeiras mais bem preservadas do Brasil, além de quatro áreas naturais protegidas da Mata Atlântica brasileira, uma das cinco regiões de maior biodiversidade do mundo. Paraty é o lar de uma diversidade impressionante de espécies, algumas das quais estão ameaçadas, como a onça-pintada (Panthera onca), a queixada (Tayassu pecari) e várias espécies de primatas, incluindo o macaco-aranha (Brachyteles arachnoides), um primata endêmico que é emblemático da grande biodiversidade da região. [...] A cidade preservou grande parte de seu plano urbano e arquitetura colonial dos séculos XVIII e XIX. (UNESCO/ERI) |                                                 |

| | Sítio Roberto Burle Marx |
| Bem cultural inscrito em 2021. |                          |
| Localização: Rio de Janeiro |                          |
| Localizado a oeste do Rio de Janeiro, este sítio mostra o projeto de sucesso realizado há mais de 40 anos pelo artista e paisagista Roberto Burle Marx (1909-1994), que buscou criar um "obra de arte viva" e um "laboratório paisagístico" com base na vegetação nativa e inspirando-se nas ideias do movimento modernista. Iniciado em 1949, este jardim paisagístico representa os elementos essenciais do que se tornou o estilo único de Burle Marx, cuja influência foi notável na criação de muitos jardins modernos em todo o mundo. (UNESCO/BPI) |                          |

| | Parque Nacional dos Lençóis Maranhenses |
| Bem natural inscrito em 2024. |                                         |
| Localização: Maranhão |                                         |
| O Parque Nacional dos Lençóis Maranhenses (PNLM), criado pelo Decreto 86.060, em 2 de junho de 1981, é caracterizado como o maior campo de dunas de areia da América do Sul. Compreende uma área de 155 mil hectares, dos quais 90 mil consistem em dunas móveis e lagoas formadas por essas dunas. Está localizado no litoral leste do estado do Maranhão e abrange três municípios: Barreirinhas, Santo Amaro e Primeira Cruz. O PNLM é uma área de conservação federal, e sua gestão é realizada pelo Instituto Chico Mendes de Conservação da Biodiversidade – ICMBio. |                                         |

| | Cânion do Rio Peruaçu |
| Bem natural inscrito em 2025. |                       |
| Localização: Minas Gerais |                       |
| Localizado no norte de Minas Gerais, os sistemas de cavernas horizontais do parque, formados em rochas carbonáticas, revelam espeleotemas impressionantes, dolinas desmoronadas, arcos calcários e rios subterrâneos. Desenvolvido no estável cráton do São Francisco, a paisagem reflete as principais mudanças climáticas e geológicas do Plio-Pleistoceno. O parque está situado na intersecção dos biomas Cerrado, Caatinga e Mata Atlântica e abriga mais de 2.000 espécies de plantas e animais, incluindo muitas espécies ameaçadas de extinção. |                       |

## Lista indicativa
Em adição aos sítios inscritos na Lista do Patrimônio Mundial, os Estados-membros podem manter uma lista de sítios que pretendam nomear para a Lista de Patrimônio Mundial, sendo somente aceitas as candidaturas de locais que já constarem desta lista. Desde 2024, o Brasil possui 23 locais na sua Lista Indicativa.
| “ | Esta é uma parte protegida da Mata Atlântica situada no litoral entre os estados de São Paulo e Rio de Janeiro. A área, de beleza incomum, fica a meio caminho entre duas das maiores cidades do Brasil: São Paulo e Rio de Janeiro. O parque nacional cobre 100 000 hectares, é um belo exemplo de floresta oceânica protegida e possui uma rica variedade de fauna, incluindo muitas espécies ameaçadas de extinção. É também um dos nossos raros locais protegidos ao longo da costa. | ” |

| “ | O sítio proposto inclui pequenas ilhas e a área oceânica ao redor do único atol atlântico genuíno. O parque nacional foi estabelecido como uma reserva natural em junho de 1979 e se localiza a 144 quilômetros da costa brasileira, sendo notório como uma região com uma rica variedade de aves e outros tipos de fauna e flora marinhas. | ” |

| “ | O Mosteiro de São Bento foi erguido na era colonial brasileira sobre um dos quatro morros (Conceição, Castelo e de Santo Antônio) que originaram a cidade do Rio de Janeiro entre os séculos XVII e XVIII. A primeira estrutura religiosa no local foi erguida em 1617 e continuamente ampliada ao longo dos séculos seguintes. O interior do templo principal do complexo arquitetônico é notável pela decoração em talhas (técnica escultórica em madeira) e pinturas datadas de um período que abrange do século XVII ao XIX. | ” |

| “ | O Palácio Gustavo Capanema foi construído entre 1937 e 1945 de acordo com o projeto de uma extensa equipe de arquitetos seguindo os projetos originais de Le Corbusier. O complexo creditado coletivamente aos arquitetos Lúcio Costa, Oscar Niemeyer, Affonso Eduardo Reidy, Carlos Leão, Jorge Machado Moreira e Ernâni Vasconcelos serviu de nova sede ao então recém-criado Ministério da Educação e Saúde e tornou-se rapidamente símbolo dos ideais nacionalistas modernos da Era Vargas. Amplamente considerado um dos primeiros experimentos da arquitetura moderna brasileira em larga escala, o Palácio da Cultura possui jardins projetados por Burle Marx e um conjunto de azulejos e murais de Cândido Portinari. | ” |

| “ | A 2 995 metros de altitude, o Pico da Neblina constitui o ponto mais alto do território brasileiro e sua área circundante é formada por uma reserva natural conhecida como Parque Nacional do Pico da Neblina (no estado do Amazonas) ou Cerro La Neblina Nacional (na Venezuela). O parque natural de 220 mil hectares abriga uma rica biodiversidade marcada principalmente por espécies endêmicas de flora (como a Schefflera plurispicata e a Hortia neblinensis) e de fauna (como o Riolama stellata). | ” |

| “ | Situada no distrito de Santa Vitória dos Palmares e Rio Grande, esta estação cobre uma área de 32.000 hectares próxima a fronteira com o Uruguai. Taim é um patrimônio público que foi declarado uma área de interesse ecológico, com um vasto sistema de lagoas parcialmente formado pelas lagoas Mirim, Jacaré, Nicola e Mangueira. A maior parte dos mangues ao longo da costa sul do Brasil é de interesse de suas comunidades bióticas e sua rica fauna. A área no Taim possui cerca de 10 quilômetros de praias oceânicas, dunas movediças e áreas onde a areia a vegetação florestal se alternam. | ” |

| “ | A área de Raso da Catarina é considerada uma das zonas mais áridas do Brasil. Devido a falta de primavera natural e ao fato de que os rios geralmente correm secos, esta vasta áreas permaneceu virtualmente intocada. É uma área plana coberta de gramados, incluindo cactos e plantas exóticas que proveem uma das raras fonte aquíferas em certos períodos do ano. | ” |

| “ | A estação ecológica é constituída por um arquipélago de 100.000 hectares, de centenas de ilhas alongadas e canais ao longo do leito do rio Negro, coberto por florestas inundadas. Estão incluídos nestes 250.000 hectares de florestas não inundadas nas margens. O rio tem de 1 a 3 quilômetros de largura e 5 a 35 metros de profundidade. A variação sazonal da água é de +/- 10 m. O pH da água varia entre 3,7 e 5,5. | ” |

| “ | A área é constituída dois planaltos de quartzo metamórfico (chapadão), separados por um amplo vale: a Serra da Canastra / Chapadão da Zagaia e a Serra das Sete Voltas. Planícies planas ou onduladas são isoladas por penhascos, precipícios e estepes onde palafitas e micas mais suaves substituem a rigída superfície de quartzo, permitindo uma erosão diferenciada. | ” |

| “ | Os cânions, cavernas, galerias e águas permanentes do vale do Peruaçu favoreceram a ocupação humana desde há 12 mil anos. As pinturas rupestres são extremamente abundantes por toda a área, em abrigos, nas paredes dos cânions e nas entradas de cavernas. Vários estilos coexistem, permitindo estudar sucessivas influências culturais. | ” |

| “ | Três unidades geomorfológicas moldam a área: a oeste da área, planalto metamórfico de arenito (planalto), de 500-630 m de altura, com plano homogêneo ou topos ligeiramente ondulados; No centro, a zona costeira: arenito Siluro-Devoniana altamente irregular de desfiladeiros, ravinas, corredores e formações erodidas e "ruínas"; A leste: uma planície de erosão de 60 a 80 Km com inselbergues isolados de granitos mais duros e ilhotas calcárias. | ” |

| “ | Acidentado e montanhoso com grandes planícies aluviais e alguns planaltos tabulares baixos. Separando as duas bacias do Rio Ucayali (Peru) e do Jurua (Brasil), o Parque abriga os principais mananciais dos afluentes da margem esquerda do Jurua. Está estruturado em quatro maciços montanhosos principais (Serras da Jaquirana, do Moa, do Jurua-Mirim e do Rio Branco), separados por planícies e vales do correspondente afluente da bacia do Jurna. | ” |

| “ | A inscrição compreende a herança cultural da Vila Ferroviária de Paranapiacaba, construída pela companhia inglesa São Paulo Railway Co., o patrimônio natural de mata atlântica na extensão circunscrita pelo perímetro das nascentes do Parque Natural de Paranapiacaba, no município de Santo André, no topo da Serra do Mar, e o patrimônio tecnológico do sistema funicular na bacia do Rio Mogi entre os municípios de Santo André e Cubatão, no estado de São Paulo, Brasil. | ” |

| “ | Um patrimônio arquitetônico e paisagístico, listado pelo IPHAN como patrimônio em 1977, compreende seu projeto urbano, prédios monumentais, séries de casas, mercados de aço e mobilha urbana, praças e docas para barcos. Sua configuração espacial foi estabelecida e consolidada entre as primeiras décadas dos séculos XVII e XX. | ” |

| “ | Construídos no fim do século XIX, tanto o Teatro Amazonas e o Teatro da Paz são localizados na Amazônia brasileira nas cidades de Manaus e Belém, respectivamente. Estes teatros são monumentos significantes localizados nos dois maiores centros urbanos da região, símbolos do progresso econômico alcançado e representado por um modelo de civilidade europeia reproduzido nos trópicos devido ao Ciclo da Borracha na América do Sul. | ” |

| “ | O conjunto de fortalezas instaladas pelos europeus no Brasil originado no processo de ocupação territorial, diferente daquelas encontradas em outras colônias. Foi baseado num esforço de descentralização, crescente da ação de habitantes das diferentes capitanias que formaram o Brasil, sem maior intervenção da metrópole. Isto resultou na construção de centenas de fortalezas, encravadas ao longo do país, construídas para atender mais aos interesses locais que os da pátria-mãe. | ” |

| “ | A região de Quixadá (nome que significa pedras de curral), localizada no Nordeste do Brasil, está ocupada desde os tempos pré-históricos, como evidenciado por pinturas rupestres e outros restos arqueológicos existentes no local. A colonização europeia começou a partir do último trimestre do século XVII, começando com áreas de produção de açúcar no litoral, seguindo os leitos dos principais rios, entrando no interior em busca de locais para a pecuária. | ” |

| “ | Os geóglifos do Acre são estruturas escavadas no solo e formadas por paredes baixas e valas representando figuras geométricas de diferentes formas. Esses recintos foram encontrados na região sudoeste da Amazônia Ocidental, principalmente na porção leste do estado do Acre, localizada em áreas entre córregos, nascentes de riachos e áreas úmidas, associadas principalmente aos rios Acre e Iquiri. | ” |

| “ | O termo "itacoatiara" é originário da língua tupi-guarani e significa "escrever ou desenhar em pedra", tendo sido usado no Brasil como sinônimo de expressões de "gravura de rock". O sítio de arte rupestre das Itacoatiaras do Rio Inga está localizado no município rural de Inga, cuja principal cidade fica a cerca de 105 km da cidade de João Pessoa, capital do estado da Paraíba, Brasil. | ” |

| “ | A Fundação Oswaldo Cruz tem origem no Instituto Soroterápico Federal, fundado em 1900, em terras agrícolas municipais de Manguinhos, na então capital federal do país (Rio de Janeiro), para fabricar soros e vacinas contra a peste bubônica que havia chego ao Brasil pelo porto de Santos (São Paulo) no ano anterior. | ” |

| “ | A Chapada do Araripe é localizada entre os paralelos 7° e 8° latitude sul e os meridianos 39° e 41° longitude oeste de Greenwich. É uma chapada central que forma um território composto por três estados brasileiros no nordeste do país: Ceará, Pernambuco e Piauí. Por causa de sua geomorfologia, ela age como uma bacia hidrográfica entre as bacias do rio Jaguaribe ao norte, do rio São Francisco ao sul e do rio Parnaíba ao oeste. | ” |